# Пересічень
Пересі́чень, Пересічин — літописне місто, яке не вдається локалізувати. Імовірно, існувало 2 міста з однаковою назвою.

## Загальний опис
1. Пересічень «улицький» згадується в Новгородському першому літописі, який оповідає під 922 і 940 (хронологія непевна), що великий князь київський Ігор воював проти уличів і здобув їхнє місто Пересічень після 3-річної облоги. Поруч повідомляється, що уличі спочатку жили «по Дніпру вниз», а згодом оселилися між Південним Бугом та Дністром. У той же час тлумачення повідомлень про уличів «Повісті временних літ» та інші джерел дає підстави розміщувати уличів між Дністром та Дунаєм. Таким чином, локалізація «улицького» Пересічня утруднюється тим, що не вирішена проблема локалізації самих уличів. Якщо буквально розуміти літопис, то можна зробити висновок, що переселення уличів відбулося після здобуття Пересічня і, отже, його треба шукати на Дніпрі нижче Києва. Запропоновано кілька версій, де саме: між Києвом і Трипіллям; у районі Заруба; у гирлі р. Самара (в усіх вказаних місцях є слов'янські городища або великі селища Х ст.). Але якщо припустити, що князь Ігор підкоряв уличів, коли вони вже переселилися із Дніпра на захід, тоді можлива локалізація Пересічня в басейнах Південного Бугу й Дністра і навіть у Нижньому Подунав'ї. Спроби розмістити Пересічень у Дністровсько-Дунайському регіоні базуються на пошуках співзвучних топонімів: с. Пересечина (нині с. Оргей в Молдові), Презичені й Пресичина (існували в 19 ст. у Румунії на південний-схід від Бухареста на р. Арджеш (ліва притока Дунаю) і на одній із її приток);
2. Пересічень «київський» згадується в Іпатіївському літописі під 1154 і 1161, а також у «Списку руських міст далеких і близьких». Опис подій 1154 дає підстави впевнено локалізувати «київський» Пересічень на правобережних околицях Києва, на шляху, що вів через одну із дніпровських переправ до Переяславля. Гіпотетично «київський» Пересічень можна ототожнити з відомою пам'яткою часів Русі — Китаївським археологічним комплексом (біля Китаївської пустині), до якого входять городище (площа 4 га, має складну структуру), селище (площа бл. 40 га) та курганний могильник.

Не виключено, що «київський» Пересічень заснований переселенцями з «улицького» Пересічня, які були змушені залишити своє місто під тиском кочовиків.

## Надпорозький Пересічень
Академік Борис Рибаков уважав, що улицьке місто Пересічень, яке згадується в літописах, повинно було знаходитися на Дніпрі, південніше Києва, на острові Ігрень.
Увагу дослідників привертають рештки великого слов'янського поселення, яке існувало приблизно в 800—1300 рр. на піщаних горбах Ігренського півострова (острова Чаплі) в східній лівобережній частині сучасного міста Дніпро, де Самара впадає у Дніпро. Знахідки свідчать про інтенсивні торговельні відносини як із Київською землею, так і з кочівниками — печенігами, вежі яких стояли поруч з улицькими житлами.
Городище в Дніпрі було розташоване на лівому березі, якраз перед порогами, — було кінцем річкового шляху з Києва і Русі на південь. Городище розташоване на острові Чаплі (зараз півострів у зв'язку з будівництвом Придніпровської ТЕЦ у 1952 р.) з заходу і півдня обмеженому Дніпром, з півночі — Самарою, зі сходу — протокою Шиянкою (перекрита у 1952 р.). Острівне положення слугувало захистом проти нападів,— люди могли скористатися втечею вгору Дніпром, або Самарою.
Місто на Ігренському острові було зруйноване монголами, та його мешканці відійшли вище за течією Самари, де відновили перевіз.

## Бесарабський Пересічень
Іван Крип'якевич вважав, що місто Пересічень у Бессарабії став центром уличів після їх переходу з Наддніпрянщини на Дністер, назване так на пам'ять старого города Пересічна поблизу Дніпра, яке здобув воєвода Ігоря Рюриковича Свенельд.
М. Надеждін намагався пов'язати історію міста Пересічень з населеним пунктом у Бессарабській області (нині селище Пересечина Оргіївського району Республіки Молдова).